# Annie Whitehead
Annie Whitehead (* 16. července 1955) je anglická jazzová pozounistka. Na pozoun hrála již od dětství a brzy začala vystupovat s různými kapelami; svou profesionální kariéru zahájila v šestnácti letech. V roce 1982 hrála na albu D.S. Al Coda skupiny National Health a roku 1997 na albu Shleep hudebníka Roberta Wyatta (s Wyattem spolupracovala i v roce 2003 na albu Cuckooland o čtyři roky později na Comicopera). Během své kariéry vydala několik alb pod svým jménem a spolupracovala s mnoha dalšími hudebníky, mezi které patří například Bill Wyman, Rufus Wainwright, Chris Rea, Lol Coxhill, Elvis Costello, Elton Dean, Carla Bley nebo skupina In Cahoots.